# Levene Gouldin & Thompson Tennis Challenger 1999
Il Levene Gouldin & Thompson Tennis Challenger 1999 è stato un torneo di tennis facente parte della categoria ATP Challenger Series nell'ambito dell'ATP Challenger Series 1999. Il torneo si è giocato a Binghamton negli Stati Uniti dal 9 al 15 agosto 1999 su campi in cemento.

## Vincitori

### Singolare
Antony Dupuis ha battuto in finale  Brett Steven con il punteggio di 6–7, 6–1, 6–4

### Doppio
Mitch Sprengelmeyer /  Jason Weir-Smith hanno battuto in finale  Kevin Kim /  Hyung-Taik Lee con il punteggio di 5–7, 6–4, 6–2